# Hesperochernes pallipes
Espèce
Synonymes
- Chelanops pallipes Banks, 1893

Hesperochernes pallipes est une espèce de pseudoscorpions de la famille des Chernetidae.

## Distribution
Cette espèce est endémique de Californie aux États-Unis.

## Description
L'holotype mesure 3 mm.

## Publication originale
- Banks, 1893 : New Chernetidae from the United States. Canadian Entomologist, vol. 25, p. 64-67 (texte intégral).